# Ренцо Де Веккі
Ренцо Де Веккі (італ. Renzo De Vecchi, * 3 лютого 1894, Мілан — † 14 травня 1967, Мілан) — італійський футболіст, захисник. По завершенні ігрової кар'єри — футбольний тренер.
Як гравець насамперед відомий виступами за клуб «Дженоа», а також національну збірну Італії, в історії якої є наймолодшим на момент дебюту гравцем.
Триразовий чемпіон Італії.

## Клубна кар'єра
У дорослому футболі дебютував 1909 року виступами за команду клубу «Мілан», в якій провів чотири сезони, взявши участь у 64 матчах чемпіонату.
1913 року перейшов до клубу «Дженоа», за який відіграв 16 сезонів. За цей час тричі виборював титул чемпіона Італії. Завершив професійну кар'єру футболіста виступами за команду «Дженоа» у 1929 році.

## Виступи за збірну
27 травня 1910 року дебютував в офіційних матчах у складі національної збірної Італії. На момент дебюту мав вік 16 років 3 місяці і 23 дні, таким чином офіційно визнани наймолодшим гравцем в історії італійської національної команди.
У складі збірної був учасником футбольних турнірів на Олімпійських іграх 1912 року у Стокгольмі, на Олімпійських іграх 1920 року в Антверпені, а також на Олімпійських іграх 1924 року у Парижі.
Загалом протягом кар'єри у національній команді, яка тривала 16 років, провів у формі головної команди країни 43 матчі.

## Кар'єра тренера
Розпочав тренерську кар'єру, ще продовжуючи грати на полі, 1927 року, очоливши тренерський штаб клубу «Дженоа», в якому працював до 1930. Згодом очолював команду «Рапалло».
1935 року знову працював з командою клубу «Дженоа», який й став останнім місцем його тренерської роботи.
| Дата       | Місто        | Господарі         | Результат  | Гості          | Турнір           | Голи | Примітки |
| ---------- | ------------ | ----------------- | ---------- | -------------- | ---------------- | ---- | -------- |
| 27/05/1910 | Будапешт     | Угорщина          | 6 – 1      | Італія         | товариський матч | -    |          |
| 06/01/1911 | Мілан        | Італія            | 0 – 1      | Угорщина       | товариський матч | -    |          |
| 09/04/1911 | Париж        | Франція           | 2 – 2      | Італія         | товариський матч | -    |          |
| 07/05/1911 | Мілан        | Італія            | 2 – 2      | Швейцарія      | товариський матч | -    |          |
| 21/05/1911 | Ла-Шо-де-Фон | Швейцарія         | 3 – 0      | Італія         | товариський матч | -    |          |
| 17/03/1912 | Турин        | Італія            | 3 – 4      | Франція        | товариський матч | -    |          |
| 29/06/1912 | Стокгольм    | Фінляндія         | 3 – 2 д.ч. | Італія         | ОІ 1912          | -    |          |
| 01/07/1912 | Стокгольм    | Швеція            | 0 – 1      | Італія         | ОІ 1912          | -    |          |
| 03/07/1912 | Стокгольм    | Австрія           | 5 – 1      | Італія         | ОІ 1912          | -    |          |
| 22/12/1912 | Генуя        | Італія            | 1 – 3      | Австрія        | товариський матч | -    |          |
| 01/05/1913 | Турин        | Італія            | 1 – 0      | Бельгія        | товариський матч | -    |          |
| 15/06/1913 | Відень       | Австрія           | 2 – 0      | Італія         | товариський матч | -    |          |
| 11/01/1914 | Мілан        | Італія            | 0 – 0      | Австрія        | товариський матч | -    |          |
| 29/03/1914 | Турин        | Італія            | 2 – 0      | Франція        | товариський матч | -    |          |
| 05/04/1914 | Генуя        | Італія            | 1 – 1      | Швейцарія      | товариський матч | -    |          |
| 17/05/1914 | Берн         | Швейцарія         | 0 – 1      | Італія         | товариський матч | -    |          |
| 31/01/1915 | Турин        | Італія            | 3 – 1      | Швейцарія      | товариський матч | -    |          |
| 18/01/1920 | Мілан        | Італія            | 9 – 4      | Франція        | товариський матч | -    |          |
| 28/03/1920 | Берн         | Швейцарія         | 3 – 0      | Італія         | товариський матч | -    |          |
| 13/05/1920 | Генуя        | Італія            | 1 – 1      | Нідерланди     | товариський матч | -    |          |
| 28/08/1920 | Гент         | Єгипет            | 1 – 2      | Італія         | ОІ 1920          | -    |          |
| 29/08/1920 | Антверпен    | Франція           | 3 – 1      | Італія         | ОІ 1920          | -    |          |
| 02/09/1920 | Антверпен    | Іспанія           | 2 – 0      | Італія         | ОІ 1920          | -    |          |
| 20/02/1921 | Марсель      | Франція           | 1 – 2      | Італія         | товариський матч | -    |          |
| 06/03/1921 | Мілан        | Італія            | 2 – 1      | Швейцарія      | товариський матч | -    |          |
| 05/05/1921 | Антверпен    | Бельгія           | 2 – 3      | Італія         | товариський матч | -    |          |
| 08/05/1921 | Амстердам    | Нідерланди        | 2 – 2      | Італія         | товариський матч | -    |          |
| 15/01/1922 | Мілан        | Італія            | 3 – 3      | Австрія        | товариський матч | -    |          |
| 26/02/1922 | Турин        | Італія            | 1 – 1      | Чехословаччина | товариський матч | -    |          |
| 21/05/1922 | Мілан        | Італія            | 4 – 2      | Бельгія        | товариський матч | -    |          |
| 03/12/1922 | Болонья      | Італія            | 2 – 2      | Швейцарія      | товариський матч | -    |          |
| 01/01/1923 | Мілан        | Італія            | 3 – 1      | Німеччина      | товариський матч | -    |          |
| 04/03/1923 | Генуя        | Італія            | 0 – 0      | Угорщина       | товариський матч | -    |          |
| 15/04/1923 | Відень       | Австрія           | 0 – 0      | Італія         | товариський матч | -    |          |
| 27/05/1923 | Прага        | Чехословаччина    | 5 – 1      | Італія         | товариський матч | -    |          |
| 20/01/1924 | Генуя        | Італія            | 0 – 4      | Австрія        | товариський матч | -    |          |
| 09/03/1924 | Мілан        | Італія            | 0 – 0      | Іспанія        | товариський матч | -    |          |
| 06/04/1924 | Будапешт     | Угорщина          | 7 – 1      | Італія         | товариський матч | -    |          |
| 29/05/1924 | Париж        | Люксембург        | 0 – 2      | Італія         | ОІ 1924          | -    |          |
| 16/11/1924 | Мілан        | Італія            | 2 – 2      | Швеція         | товариський матч | -    |          |
| 23/11/1924 | Дуйсбург     | Німеччина         | 0 – 1      | Італія         | товариський матч | -    |          |
| 18/01/1925 | Мілан        | Італія            | 1 – 2      | Угорщина       | товариський матч | -    |          |
| 22/03/1925 | Турин        | Італія            | 7 – 0      | Франція        | товариський матч | -    |          |
| Усього     |              | Матчів (58 місце) | 43         |                | Голів            | 0    |          |

## Титули і досягнення
- Чемпіон Італії (3):

«Дженоа»: 1914–15, 1922–23, 1923–24